# Jeanne Colignon
Pour les articles homonymes, voir Colignon.
Jeanne Colignon, née le 31 août 1981, est une épéiste française.

## Carrière
Jeanne Colignon est médaillée de bronze en épée individuelle aux Jeux méditerranéens de 2009.
Sur le plan national, Jeanne Colignon est sacrée championne de France d'épée individuelle dames en 2011.
Elle met un terme à sa carrière en mai 2012.